# 貝瑞塔AS70/90輕機槍
貝瑞塔AS70/90是一挻由意大利槍械製造商貝瑞塔以貝瑞塔AR70/90的系統作為基礎設計和生產的轻机枪（班用自動武器），使用與貝瑞塔AR70/90相同規格的氣動式、轉拴式槍栓系統，但改用開放式槍栓和使用了固定式的重槍管，同樣發射5.56×45毫米北約口徑步枪子彈。

## 歷史
AS70/90輕機槍由貝瑞塔設計出來，作為響應意大利軍隊在20世紀80年代末正在尋找一種更緊湊，更方便的班用自動武器，以取代在此作用MG42/59的要求（意大利特許生產的版本，德国萊茵金屬製造的MG3通用機槍）。AS70/90從來並無通過極為嚴格的測試過後就裝備於意大利軍隊的Alpini部隊。由於采用了開放式槍栓運作系統，導致該槍對於滲透的污垢和其他因素造成的干擾和故障頻繁更為敏感。此外，AS70/90只能使用北約標準化彈匣來供彈；雖然這挻機槍的供彈方式意味著也可能使用的高容量的Beta C-Mag彈鼓（100發），但對於意大利武裝部隊來說，這種必要性仍然太少，基本上機槍通常只會將彈匣供彈方式用作緊急選擇。因此，AS70/90被否決，取而代之的是FN Minimi被通過（意大利貝瑞塔在FN的授權以下生產）。從來沒有任何其他的客戶對AS70/90感興趣，導致其迅速的被貝瑞塔的國防／警察目錄中除名。只有極少數被製造出來的樣品保留在貝瑞塔和意大利武裝部隊當中，但它們並無被使用過。

## 設計
從原來歷代的貝瑞塔AR70/90比較有一些小型的變化，包括一根增厚的槍管、把護木改為金屬製造並且加大以配合其內置式兩腳架以及擴大扳機護環圍繞槍管。槍托略有修改，以支撐射手的肩膀。
上方的提把可以移除以便於安裝各種光學瞄準器材。

## 資料來源
- Charles Cutshaw，21世紀的戰術輕武器

## 外部連結
- （英文）—Beretta Defence company website （页面存档备份，存于）
- （英文）—Beretta Defence Catalog （页面存档备份，存于）
- （英文）—Military, Security and Civilian Guns and Equipment—Beretta AS70 LMG （页面存档备份，存于）
- （简体中文）—D Boy Gun World（槍炮世界）—貝瑞塔70/90系列突击步枪 （页面存档备份，存于）